# Västermyckeläng
Västermyckeläng is een plaats in de gemeente Älvdalen in het landschap Dalarna en de provincie Dalarnas län in Zweden. De plaats heeft 303 inwoners (2005) en een oppervlakte van 85 hectare. De plaats ligt aan de westoever van de rivier de Österdalälven. Aan de oostoever van deze rivier direct tegenover de plaats ligt de plaats Älvdalen.